# Сиг
Сиг (рус. Сиг) моренско је језеро на северозападу европског дела Руске Федерације, на северу Тверске области на подручју Осташковског рејона. Налази се на око 9 километара западно од града Осташкова.
Површина акваторије је 27,3 км², док је укупна површина сивног подручја 96,3 км².
Преко своје отоке Сиговке повезано је са језером Селигер и са басеном реке Волге. Површина језера лежи на надморској висини од 219 метара.
Језеро има овалну форму, издужену у смеру северозапад-југоисток. Обале су средње висине и карактерише их слаба разуђеност. Једино су источне обале доста мочварне и ниске. На острву постоји неколико мањих острва.